# العقرب (كوكبة)

كوكبة العقرب / Scorpio

كوكبة العقرب (باللاتينية: Scorpio) هي من أشهر كوكبات النصف الجنوبي من الكرة السماوية. تؤلف النجوم الساطعة ملامح عقرب بمقصاته وإبرته.
تقع الكوكبة بالقرب من مركز مجرة درب التبانة وتحتوي لذلك عددا كبيرا من النجوم والسدم. وتشكل منظرا جذابا من خلال المنظار.
تصعب مراقبتها من أوروبا لتواجدها في الجنوب بالقرب من الأفق صيفا.
يمر دائرة البروج من خلال كوكبة العقرب، حيث تمر الشمس في مسارها والقمر وباقي كواكب المجموعة الشمسية. يسمي برج العقرب للابراج الفلكية المعروفة التي کان یمر في كوكبة العقرب فی ماضی البعید وحالیا یمر هذا البرج في كوكبة الميزان. بسبب ترنح الأرض في دورانها حول نفسها تغير موعد مرور الشمس وسط كوكبة العقرب مقارنة بالموعد في زمن ما قبل الميلاد. حاليا تعبر الشمس الكوكبة ما بين يومي 23 و30 من شهر تشرين الثاني.

## العقرب في الميثولوجيا القديمة

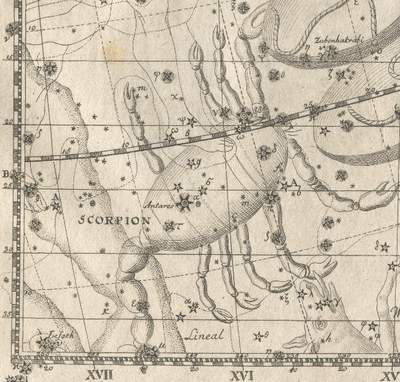
كوكبة العقرب كما تخيلها القدماء.

في المثيولوجيا القديمة أرسلت الإلهة غايا العقرب إلى الجبار (الصياد) حتى يقتله، وزودته بدرع قوي جدا لا يستطيع أي شيء اختراقه، وذهب العقرب إلى الجبار فحاول الجبار الهروب منه عن طريق السباحة في المحيط، ولكن الإلهة أرتيميس قتلته، وقد أصبح هناك كره بين العقرب والجبار بسبب ذلك فأصبح كل واحد منهما في جهة من السماء حيث ما إن يغرب أحدهما يشرق الآخر.

## الأجرام السماوية في كوكبة العقرب

### النجوم
ألمع نجوم كوكبة العقرب على الإطلاق هو نجم قلب العقرب أو «ألفا العقرب». ويسمى بالإنكليزية "antares" وهو تحريف لـ"anti mars" وذلك بسبب لونه الأحمر الشديد فكأنه ينافس كوكب المريخ على حكم هذا اللون في السماء. يبلغ أقصى قدر ظاهري له 1,09 وهو بذلك النجم الخامس عشر من حيث اللمعان في السماء والرابع في دائرة البروج بالرغم من أنه يبعد عنا 600 سنة ضوئية. نجم قلب العقرب هو عملاق أحمر أعظم وبسبب حجمه الكبير جدا فنستطيع رؤيته من الأرض بوضوح بالرغم من بعده الشديد فنصف قطره يساوي 800 نصف قطر شمسي. تبلغ درجة حرارته 3500 كلفن تقريبا وكتلته 15,5 كتلة شمسية. قلب العقرب هو نجم متغير ثنائي وبسبب ذلك يتراوح لمعانه ما بين 1,09 و1,8. رفيق قلب العقرب هو نجم أزرق ويبلغ قدره 5,5 أي أنه بحاجة لظروف مثالية لكي يرى بالعين المجردة وسيكون خافتا جدا بالرغم من ذلك، وبالإمكان رؤيته بسهولة بتلسكوب صغير (منظار). ولكن بالرغم من ذلك فسطوعه يبلغ 170 ضعف سطوع شمسنا.

مقارنة بين حجمي الشمس (نقطة فوق على اليمين) ونجم برتقالي ونجم قلب العقرب وهو عملاق أحمر أعظم.

أما ثاني ألمع نجوم هذه الكوكبة فهو نجم الشولة وهو النجم الرابع والعشرون من حيث اللمعان في السماء بقدر ظاهري يبلغ 1,6 تقريباً وبعد يبلغ 700 سنة ضوئية. وهو نجم متعدد حيث يتكون نظامه النجمي من ثلاثة نجوم. الشولاء أ هو ألمعها بالطبع والاثنان الآخران يدوران حوله، يبلغ القدر الظاهري لـ«الشولاء ب» 15 ويبعد عن الشولاء أ 7500 وحدة فلكية (1000 ساعة ضوئية أي 42 يوم ضوئي تقريبا). بينما يبلغ قدر «الشولاء ج» 12 ويبعد عن الشولاء أ 17,000 وحدة فلكية أي 0,27 سنة ضوئية تقريباً.
أما الثالث فهو "الجرتاب" أو "ثيتا العقرب" وهو يبعد عنا 270 سنة ضوئية تقريبا وقدره الظاهري 1,85 تقريباً. يليه "اللسعة" الذي يبعد عنا 65 سنة ضوئية ويبلغ قدره الظاهري 2,30 تقريبا. يليه "جبهة العقرب أو "دلتا العقرب" وهو نجم ثنائي يبعد عنا 400 سنة ضوئية تقريبا ويبلغ قدره الظاهري 2,30 تقريباً. ويوجد عدد كبير من النجوم الخافتة قليلا في هذه الكوكبة أيضا مثل إكليل العقرب ونجم العقرب (بيتا العقرب) ونجم النياط. ويبلغ عدد جميع نجوم كوكبة العقرب 35 نجما الكثير منها خافت جدا وبالكاد يمكن رؤيته بالعين المجردة في ظروف مثالية.